# Puntate di SOS Tata
SOS Tata è stato un programma televisivo italiano andato in onda dall’autunno del 2005 al 2012, su LA7 di cui sono state prodotte 8 stagioni.

## Prima stagione
Di seguito l'elenco dei 10 episodi della prima stagione, in onda dal 2005. Le tate sono Lucia Rizzi, Rita Balloni e Mara Sfondrini.
| n° | Famiglia           | Genitori | Figli                                                                                           | Tata           | Note                                          |
| -- | ------------------ | --- | ----------------------------------------------------------------------------------------------- | -------------- | --------------------------------------------- |
| 1  | Famiglia Zaccour   | Mario, 42 anni, di origine franco-libanese, ha un'impresa di costruzioni di ascensori. Lorena, 30 anni, di Milano, aiuta il marito in azienda. Ha la passione del teatro e in passato ha recitato in piccole parti. Sposati da 6 anni. | Giuseppe, 5 anni. Edoardo, 3 anni. Elisa, 11 mesi.                                              | Lucia Rizzi    |                                               |
| 2  | Famiglia Giannini  | Pierangelo, 34 anni, di Rimini, operaio specializzato. Barbara, 35 anni, di Roma, impiegata. Sposati da 9 anni. | Francesca, 8 anni. Sofia, 2 anni e mezzo.                                                       | Rita Balloni   |                                               |
| 3  | Famiglia Gotte     | Marcelo, 36 anni, argentino, ha un negozio di informatica. Ama giocare a pallanuoto e fare fitness. Tea, 31 anni, di Bari, impiegata in una società di pubbliche relazioni. Amante dei balli sudamericani. Sposati da 8 anni.          | Lucas, 7 anni. Gabriel, 2 anni e mezzo.                                                         | Mara Sfondrini |                                               |
| 4  | Famiglia Guerra    | Mirko, 25 anni, proprietario di un'azienda agricola e di un allevamento di capre. Francesca, 27 anni, aiuta il marito nella conduzione dell'azienda. Sposati da 5 anni.                                                                | Giada, 4 anni. Greta, 2 anni.                                                                   | Lucia Rizzi    | Questa famiglia tornerà nella sesta stagione. |
| 5  | Famiglia Ghislandi | Mauro, 45 anni, di Bergamo, impiegato nel settore delle comunicazioni (informatico). Cristiana, 36 anni, di Pavia, analista di dati statistici nel settore medicale. Sposati da 7 anni.                                                | Riccardo, 5 anni e mezzo. Lorenzo, quasi 4 anni. Giulio, 2 anni e mezzo.                        | Rita Balloni   |                                               |
| 6  | Famiglia Pollice   | Salvatore, 34 anni, di Napoli, infermiere professionale. Antonietta, 34 anni, di Napoli, biologa. Sposati da 10 anni. | Ylenia, 8 anni. Francesco, 5 anni.                                                              | Mara Sfondrini |                                               |
| 7  | Famiglia Buscema   | Paolo, 36 anni, di Milano, imprenditore nel campo informatico. Catia, 36 anni, di Milano, impiegata. Sposati da 9 anni. | Samuele, 7 anni. Rachele, 5 anni. Alma, 4 anni. Francesco, 4 mesi.                              | Rita Balloni   |                                               |
| 8  | Famiglia Dal Bello | Luca, 34 anni, proprietario di una ditta di scarponi da sci. Tatiana, 31 anni, casalinga. Sposati da 9 anni. | Nicolò, 7 anni. Jacopo, 4 anni. Federico, 2 anni.                                               | Lucia Rizzi    |                                               |
| 9  | Famiglia Ricci     | Massimo, 36 anni, responsabile di magazzino (operaio). Monia, 35 anni, impiegata (commerciante). Sposati da 5 anni. | Sofia, 4 anni e mezzo Sara, 3 anni e mezzo. Elena, futura figlia presente nell'ottava stagione. | Lucia Rizzi    | Questa famiglia tornerà nell'ottava stagione. |
| 10 | Famiglia Mirabelli | Franco, 37 anni, di Crotone, impiegato. Anastasia, 38 anni, nata in Francia, impiegata. Sposati da 13 anni. | Federico, 12 anni. Andrea, 4 anni. Riccardo, 3 anni.                                            | Lucia Rizzi    |                                               |

## Seconda stagione
Di seguito l'elenco dei 12 episodi della sesta stagione, in onda dal 22 settembre 2006. Le tate sono Lucia Rizzi, Francesca Valla e Renata Scola.
| n° | Famiglia           | Genitori | Figli                                                                                           | Tata            | Note |
| -- | ------------------ | --- | ----------------------------------------------------------------------------------------------- | --------------- | --- |
| 1  | Famiglia Romanelli | Franco, 36 anni, di Roma, impiegato in un albergo. Simona, 38 anni, di Roma, impiegata alla Corte dei Conti. Sposati da 11 anni.                       | Flavio, 7 anni. Federico, 5 anni. Fabio, 2 anni.                                                | Lucia Rizzi     | |
| 2  | Famiglia Paloschi  | Giorgio, 50 anni, di Milano, libero professionista. Ilaria, 46 anni, di Milano, libera professionista. Sposati da 3 anni, conviventi da 10.            | Matteo, 10 anni. Edoardo, 6 anni. Samuele, 2 anni.                                              | Renata Scola    | |
| 3  | Famiglia Auletta   | Salvatore, 40 anni, di Napoli, ristoratore. Giovanna, 35 anni, di Nocera Inferiore, aiuta il marito al ristorante. Sposati da 11 anni.                 | Sharon, 9 anni. Raoul, 6 anni. Kevin, 2 anni.                                                   | Lucia Rizzi     | |
| 4  | Famiglia Villino   | Silvia, 40 anni, di Esine, infermiera. | Stefano, 10 anni. Eleonora, 8 anni.                                                             | Francesca Valla | Silvia è divorziata. |
| 5  | Famiglia Maletta   | Gianluca, 35 anni, di Legnano. Rita, 33 anni, di Turbigo                                                                                               | Greta, 4 anni Carola, 2 anni                                                                    | Lucia Rizzi     | |
| 6  | Famiglia Valenti   | Claudio, 36 anni, barman. Stella, 32 anni, casalinga. Sposati da 13 anni.                                                                              | Noemi, 10 anni. Kevin, 8 anni. Denise, 6 anni. Patrick, 4 anni. Bryan, 3 anni. Aurora, 15 mesi. | Renata Scola    | |
| 7  | Famiglia Monti     | Rosario, 37 anni, di Napoli, impiegato. Cristina, 35 anni, di Milano, impiegata. Sposati da 6 anni.                                                    | Anna, 5 anni. Luigi, 3 anni. Enrico, 3 anni.                                                    | Lucia Rizzi     | I piccoli Luigi ed Enrico sono 2 gemelli. |
| 8  | Famiglia Maja      | Pierluigi, 39 anni, di Napoli, promotore finanziario. Anna, 36 anni, di Napoli, imprenditrice. Sposati da 7 anni.                                      | Paolo, 6 anni. Pasquale, 3 anni.                                                                | Francesca Valla | |
| 9  | Famiglia Prodi     | Cristina, 42 anni, impiegata. Mauro, 43 anni. (Ex-marito e padre di Simone, Federico e Andrea). Attuale compagno(Compagno e padre di Alfredo e Greta). | Simone, 21 anni. Federico, 12 anni. Andrea, 10 anni. Alfredo, 4 anni. Greta, quasi 2 anni.      | Lucia Rizzi     | Simone, Federico e Andrea sono i figli avuti dal precedente matrimonio della madre. Invece, Greta e Alfredo sono dell'attuale compagno, che non è presente presumibilmente per lavoro. |
| 10 | Famiglia Cavalieri | Massimiliano, 36 anni, guardia giurata. Pamela, 33 anni, impiegata.                                                                                    | Angelo detto Lillo e Roberto, 3 anni.                                                           | Renata Scola    | I bimbi sono 2 gemelli. |
| 11 | Famiglia Mazzanti  | Marica, 30 anni, impiegata. Massimiliano, 31 anni, metalmeccanico titolare ditta.                                                                      | Samantha, 6 anni. Richard, 4 anni. Cristopher, 2 anni.                                          | Lucia Rizzi     | |
| 12 | Famiglia Morbelli  | Paolo, 36 anni, dirigente. Loretta, 34 anni, laureata in economia attualmente casalinga.                                                               | Gianmarco, 5 anni. Jonathan, 3 anni.                                                            | Renata Scola    | |

## Terza stagione
Di seguito l'elenco dei 10 episodi della sesta stagione, in onda dal 2 ottobre 2007. Le tate sono Lucia Rizzi, Francesca Valla e Renata Scola.
| n° | Famiglia           | Genitori | Figli                                                             | Tata            | Note                                                       |
| -- | ------------------ | --- | ----------------------------------------------------------------- | --------------- | ---------------------------------------------------------- |
| 1  | Famiglia Mancebo   | Franklin, 27 anni, di Santo Domingo, parquettista. Eva, 26 anni, di Roma, aiuta il marito in negozio. Sposati da 4 anni.                                       | Matteo, 6 anni. Michael, 4 anni.                                  | Lucia Rizzi     |                                                            |
| 2  | Famiglia Marroni   | Gabriele, 46 anni, di Pisa, avvocato. Maria Silvia, 41 anni, di Pisa, casalinga. Sposati da 17 anni.                                                           | Valentina, 9 anni. Francesco e Federico, 3 anni.                  | Francesca Valla | Francesco e Federico sono gemelli                          |
| 3  | Famiglia Ragno     | Giacomo, 39 anni, di Napoli, impiegato. Mariangela, 36 anni, di Bari, casalinga. Sposati da 8 anni.                                                            | Domenico, 4 anni. Diego, 2 anni.                                  | Lucia Rizzi     |                                                            |
| 4  | Famiglia Barbi     | Mario, 43 anni, di Lucca, gestisce un agriturismo insieme alla moglie. Luna, 37 anni, di Lucca, gestisce un agriturismo insieme al marito. Sposati da 12 anni. | Daniel, 11 anni. Thomas, 8 anni.                                  | Renata Scola    | La permanenza della tata è durata 6 giorni anziché sette   |
| 5  | Famiglia Cascone   | Claudio, 39 anni, di Napoli, consulente fiscale. Carmen, 34 anni, di Milano, fiscalista. Sposati da 5 anni.                                                    | Giada Beatrice, 3 anni. Giulia Diletta, 1 anno e mezzo.           | Lucia Rizzi     |                                                            |
| 6  | Famiglia Sauta     | Giuseppe, 35 anni, di Catania, infermiere. Paola, 34 anni, di Città della Pieve (PG), infermiera. Sposati da 5 anni.                                           | Francesco e Ivan, 4 anni.                                         | Lucia Rizzi     | Francesco e Ivan sono gemelli.                             |
| 7  | Famiglia Rinaldi   | Massimiliano, 36 anni, di Napoli, operaio. Jolanda, 36 anni, di Milano, impiegata. Sposati da 15 anni.                                                         | Simone, 6 anni. Luca, 2 anni.                                     | Francesca Valla |                                                            |
| 8  | Famiglia De Cesare | Pasquale, 46 anni, di Napoli, rappresentante. Annalisa, 42 anni, di Napoli, casalinga. Sposati da 8 anni.                                                      | Filippo, 4 anni. Riccardo, 2 anni.                                | Renata Scola    |                                                            |
| 9  | Famiglia Marcelli  | Siriano, 46 anni, di Latina, poliziotto. Giusy, 38 anni, di Caltagirone (CT), aiuto cuoco. Insieme da 10 anni.                                                 | Morgana, 14 anni. Samoa, 7 anni. Stefano, 6 anni. Anthea, 2 anni. | Lucia Rizzi     |                                                            |
| 10 | Famiglia Crovegli  | Tiziano, 50 anni, di Reggio Emilia, impiegato comunale. Rita, 36 anni, di Parma, impiegata comunale. Sposati da 1 anno, insieme da 6 anni.                     | Giulia, 9 anni. Edoardo, 4 anni. Lucrezia, 3 anni.                | Lucia Rizzi     | Giulia è figlia di Rita avuta da una precedente relazione. |

## Quarta stagione
Di seguito l'elenco dei 10 episodi della sesta stagione, in onda dal 3 ottobre 2008. Le tate sono Lucia Rizzi, Adriana Cantisani, Francesca Valla.
| n° | Famiglia              | Genitori | Figli                                                         | Tata              | Note |
| -- | --------------------- | --- | ------------------------------------------------------------- | ----------------- | --- |
| 1  | Famiglia Pillin       | Dominique, 31 anni. Operaio. Christabel, 36 anni. Impiegata.                                                        | Kevin, 11 anni. Brian, 2 anni. William, 8 mesi.               | Lucia Rizzi       | Christabel ha conosciuto Dominique quando Kevin aveva già 6 anni; è venuta a mancare nel 2020, a 48 anni. |
| 2  | Famiglia Dagnese      | Franco, 35 anni. Tecnico di impianti di refrigerazione. Gisella, 34 anni. Impiegata.                                | Matteo, 9 anni. Martina e Giorgia, 7 anni.                    | Adriana Cantisani | Martina e Giorgia sono 2 gemelle.                                                                         |
| 3  | Famiglia Tassinari    | Filippo, 36 anni. Imprenditore. Elga, 34 anni. Impiegata.                                                           | Gaia, 7 anni. Luca, 2 anni.                                   | Lucia Rizzi       | |
| 4  | Famiglia Procacci     | Emanuele, 33 anni. Artigiano. Marzia, 30 anni. Casalinga.                                                           | Stefano, 9 anni. Sara, 6 anni. Sofia, 10 mesi.                | Francesca Valla   | |
| 5  | Famiglia Zanisi       | Simone, 33 anni. Tecnico di impianti. Simona, 26 anni. Casalinga.                                                   | Alexander, 7 anni. Kevin, 4 anni. Chanel Asia, 10 mesi.       | Adriana Cantisani | |
| 6  | Famiglia Di Francesco | Flavio, 34 anni. Ingegnere. Stefania, 34 anni. Casalinga.                                                           | Michele, 4 anni. Alessia, 2 anni. Elisabetta, 18 mesi.        | Francesca Valla   | |
| 7  | Famiglia Grassadonia  | Giuseppe, 39 anni. Impiegato. Francesca, 36 anni. Impiegata.                                                        | Filippo, 8 anni. Giorgia, 5 anni. Federica, 1 anno.           | Lucia Rizzi       | |
| 8  | Famiglia Graziani     | Leonardo, 36 anni. Casalingo. Ilaria, 34 anni. Poliziotta.                                                          | Matteo, 6 anni. Manuel, 4 anni. Miriam, 2 anni.               | Adriana Cantisani | |
| 9  | Famiglia Parisotto    | Giorgia, 36 anni. Casalinga. Fabio, 42 anni. Impresario edile Daniele, 42 anni. Consulente informatico (ex marito). | Elisabetta, 8 anni. Pietro, 3 anni.                           | Lucia Rizzi       | Elisabetta è figlia di Daniele, mentre Pietro è figlio di Fabio.                                          |
| 10 | Famiglia Ceccarini    | Antonella, 35 anni. Casalinga. Federico, 35 anni. Ricercatore informatico.                                          | Alessandro, 5 anni. Andrea, 2 anni. Luca e Francesco, 1 anno. | Lucia Rizzi       | Luca e Francesco sono gemelli.                                                                            |

## Quinta stagione
Di seguito l'elenco dei 10 episodi della quinta stagione, in onda nel 2009. Le tate sono Lucia Rizzi, Francesca Valla ed Adriana Cantisani.
| n° | Famiglia            | Genitori | Figli                                                                                   | Tata              | Comune                    | Note                                                                  |
| -- | ------------------- | --- | --------------------------------------------------------------------------------------- | ----------------- | ------------------------- | --------------------------------------------------------------------- |
| 1  | Famiglia Vitrani    | Michele, 43 anni. Imprenditore. Grazia, 42 anni. Casalinga. Lucia, 28 anni. Casalinga (compagna di Michele). | Andrea (femmina), 13 anni. Daniele, 7 anni. Stefano, 6 anni. Figlio di Michele e Lucia. | Lucia Rizzi       | Peschiera Borromeo, Desio |                                                                       |
| 2  | Famiglia Bello      | Riccardo, 47 anni. Libero professionista. Luciana, 32 anni. Estetista.                                       | Oliver, 12 anni. Victor, 7 anni. Federico, 6 anni.                                      | Lucia Rizzi       | Buttigliera Alta          |                                                                       |
| 3  | Famiglia Razzauti   | Ruggero, 39 anni. Impiegato presso una scuola guida. Yael, 39 anni. Casalinga.                               | Rachele, 11 anni. Emma, quasi 3 anni.                                                   | Adriana Cantisani | Livorno                   |                                                                       |
| 4  | Famiglia Napoleoni  | Adriano, 35 anni. Elettricista. Seila, 31 anni. Casalinga.                                                   | Simone, 6 anni. Davide, 4 anni.                                                         | Francesca Valla   | Maenza                    |                                                                       |
| 5  | Famiglia Pierantoni | Adelmo, 32 anni. Istruttore di scuola guida. Sara, 30 anni. Maestra d'asilo.                                 | Tommaso, Filippo, Carlotta, Camilla e Giorgia, 2 anni.                                  | Adriana Cantisani | Porto San Giorgio         | I 5 bambini sono gemelli. La famiglia tornerà nella settima stagione. |
| 6  | Famiglia Altai      | Paolo, 34 anni. Autotrasportatore. Giorgia, 29 anni. Casalinga.                                              | Nicola, 4 anni. Dario, 11 mesi.                                                         | Lucia Rizzi       | Foligno                   |                                                                       |
| 7  | Famiglia Popolare   | Mario, 46 anni. Artigiano. Raffaella, 36 anni. Operatrice sanitaria presso il Policlinico di Monza.          | Dora, 12 anni. Manuel, 11 anni. Daniele, 6 anni. Stefano, 4 anni.                       | Francesca Valla   | Monza                     |                                                                       |
| 8  | Famiglia Destro     | Sandro, 40 anni. Proprietario di pizzeria. Assunta, 34 anni. Casalinga.                                      | Sara, 9 anni. Mattia, 7 anni. Marta, 4 anni. Anna, 2 anni.                              | Lucia Rizzi       | Augusta                   |                                                                       |
| 9  | Famiglia Fabiani    | Andrea, 39 anni. Imprenditore edile, ora disoccupato. Marica, 40 anni. Pittrice, ora casalinga.              | Lila, 6 anni. Shanti, 4 anni. Sita, 2 anni.                                             | Adriana Cantisani | Monterotondo              |                                                                       |
| 10 | Famiglia Trinchese  | Giovanni, 41 anni. Medico nel laboratorio analisi. Chiara, 32 anni. Casalinga.                               | Antonio, 6 anni. Andrea, 4 anni. Francesco Pio, 11 mesi.                                | Lucia Rizzi       | Napoli                    |                                                                       |

## Sesta stagione
Di seguito l'elenco dei 14 episodi della sesta stagione, in onda dal 1 ottobre 2010. Le tate sono Lucia Rizzi, Adriana Cantisani e May Okoye.
| n° | Famiglia           | Genitori | Figli | Tata              | Comune              | Note                                                   |
| -- | ------------------ | --- | --- | ----------------- | ------------------- | ------------------------------------------------------ |
| 1  | Famiglia Guerra    | Mirko, 30 anni. Trasportatore. Francesca, 33 anni. Azienda. | Giada, 9 anni. Greta, 7 anni. | Lucia Rizzi       | Palagano            | Il ritorno della tata 5 anni dopo.                     |
| 2  | Famiglia Ragosta   | Luigi, 47 anni. Pizzaiolo. Alessandra, 33 anni. Lavora con Luigi nella pizzeria.                                                                                      | Valentina, 13 anni. Erika, 11 anni. Michelle, 3 anni. Biagio, 9 mesi. | May Okoye         | Tezze sul Brenta    |                                                        |
| 3  | Famiglia Del Fungo | Paolo, 40 anni. Autista. Claudia, 38 anni. Casalinga. | Niccolò, 7 anni. Valentina, 5 anni. Lisa, 3 anni. Viola, 8 mesi. | May Okoye         | Badia A Settimo     |                                                        |
| 4  | Famiglia Freitas   | Joao, 55 anni. Custode e musicista. Elisabetta, 46 anni. Impiegata.                                                                                                   | Camilla, 12 anni. Gabriel, 11 anni. Clarissa, 9 anni. Josephine, 4 anni.                                                                                                   | Adriana Cantisani | Milano              | Joao è brasiliano.                                     |
| 5  | Famiglia Zummo     | Sara, 32 anni. Impiegata. Adriana, 52 anni. Pensionata. | Ivan e Martina, 4 anni. | Lucia Rizzi       | Altavilla Milicia   | Sara è una madre single che vive con la madre Adriana. |
| 6  | Famiglia Croce     | Davide, 41 anni. Imprenditore (attuale compagno padre di Filippa, Carola e Cecilia). Eva, 36 anni. Casalinga. Fabio, 34 anni. Idraulico (ex-marito e padre di Linda). | Linda, 9 anni. Filippa, 3 anni. Carola e Cecilia, 2 anni. | Adriana Cantisani | Lavagna             | Carola e Cecilia sono gemelle.                         |
| 7  | Famiglia Portner   | Peter, 56 anni. Fotografo. Elisabetta, 42 anni. Insegnante d'asilo in casa.                                                                                           | Gabriel, 13 anni. Joelle, 11 anni. Camilla, 9 anni. Cyrill, 6 anni. Venea, 4 anni.                                                                                         | Lucia Rizzi       | Basilea             |                                                        |
| 8  | Famiglia Piliego   | Alessandro, 38 anni. Imprenditore edile. Letizia, 41 anni. Casalinga blogger.                                                                                         | Simone, quasi 3 anni. Elisabetta, 18 mesi. | May Okoye         | Brindisi            |                                                        |
| 9  | Famiglia Volpini   | Alessandro, 35 anni. Carabiniere. Elisa, 35 anni. Casalinga. | Edoardo, 5 anni e mezzo. Flavio, 1 anno e mezzo. Greta, 2 mesi. | Adriana Cantisani | Guidonia Montecelio |                                                        |
| 10 | Famiglia Begni     | Riccardo, 43 anni. Parrucchiere e aiuto barista. Ines, 40 anni. Casalinga.                                                                                            | Matteo, 20 anni barista. Simone, 18 anni barista. Andrea, 11 anni. Michele, 9 anni. Federico, 8 anni. Francesco, 5 anni. Luca, 4 anni. Giorgia, 2 anni. Christian, 6 mesi. | Lucia Rizzi       | Brescia             | Ora hanno 11 figli                                     |
| 11 | Famiglia Cevini    | Pier, 41 anni. Operaio frontaliere in Svizzera. Raffaella, 36 anni. Casalinga.                                                                                        | Giada, 6 anni. Cristian, 2 anni. | Lucia Rizzi       | Beura-Cardezza      | Pier è morto nell'aprile 2023 a causa di un infarto.   |
| 12 | Famiglia Matteucci | Gianni, 47 anni. Ristoratore. Jalila, 38 anni. Barista. | Elias, 12 anni. Omar, 8 anni. Adam, 6 anni. Sofia Veronica, 2 anni. | Adriana Cantisani | Belforte all'Isauro | Il quinto figlio è in arrivo.                          |
| 13 | Famiglia Allegri   | Domenico,38 anni. Autista. Elena, 30 anni. Casalinga. | Sara, 10 anni. Sofia, 7 anni. Simone, 2 anni e mezzo. | May Okoye         | Edolo               |                                                        |
| 14 | Famiglia Bassi     | Claudio, 42 anni. Organizzatore di eventi. Eva, 37 anni. Impiegata.                                                                                                   | Nicola, 5 anni. Lucia, 11 mesi. | Lucia Rizzi       | Arceto              |                                                        |

## Settima stagione
Di seguito l'elenco dei 14 episodi della settima stagione, in onda dal 25 novembre 2011. Le tate sono Lucia Rizzi, Adriana Cantisani e May Okoye.
| n° | Famiglia                   | Genitori | Figli                                                                                                  | Tata              | Comune                | Note |
| -- | -------------------------- | --- | --- | ----------------- | --------------------- | --- |
| 1  | Famiglia Peroni            | Giorgio, 43 anni. Cuoco. Sabrina, 41 anni. Casalinga.                                                                               | Michael, 16 anni. Martina, 14 anni. Simone, 11 anni. Ginevra, 4 anni. Sarah, 2 anni. Gabriele, 2 mesi. | Lucia Rizzi       | Bolzano               | Michael e Martina sono i figli avuti da Sabrina in un precedente matrimonio. Simone ha preso parte della prima edizione de La Caserma. |
| 2  | Famiglia Verconti          | Giuseppe, 43 anni. Collaboratore scolastico. Vincenza, 37 anni. Casalinga. Sposati dal 16 agosto 1999.                              | Sonia, 11 anni. Alessia, 5 anni. Elisa e Ilaria, 3 anni.                                               | Lucia Rizzi       | Vidigulfo             | |
| 3  | Famiglia Fanali            | Daniela, 43 anni. Fruttivendola. Carlo, 47 anni. Organizzatore di eventi sportivi. Sposati da 11 anni                               | Umberto, 10 anni. Patrizio, 4 anni. Nicol, 2 anni.                                                     | Adriana Cantisani | Roma                  | |
| 4  | Famiglia Tropenscovino     | Michela, 33 anni. Commessa part-time. Simonetta, 59 anni. Insegnante in una scuola materna. Silvana, 90 anni. Bisnonna. Pensionata. | Daniele, 7 anni. Martina, 4 anni.                                                                      | May Okoye         | Fregene               | |
| 5  | Famiglia Cerrato-Butini    | Carlo, 54 anni. Responsabile azienda farmaceutica. Priscilla, 36 anni. Casalinga.                                                   | Tiziano, 9 anni. Rachele, 7 anni.                                                                      | Lucia Rizzi       | Lido di Ostia         | I genitori sono divorziati. Tiziano ha un comportamento iperattivo.                                                                    |
| 6  | Famiglia Granata           | Ubaldo, 28 anni. Ragioniere e calciatore. Mariangela, 25 anni. Casalinga.                                                           | Pasquale, 4 anni. Emanuele, 19 mesi.                                                                   | Adriana Cantisani | Nocera Superiore      | |
| 7  | Famiglia Biancardi         | Gigi, 35 anni. Agente di commercio. Annalisa 33 anni. Operaia.                                                                      | Denise, 12 anni. Gianluca, 4 anni. Alessandro, 2 anni.                                                 | May Okoye         | Acquanegra sul Chiese | |
| 8  | Famiglia Ferrara           | Francesco, 40 anni. Muratore. Barbara, 37 anni. Casalinga.                                                                          | Rebecca, 7 anni. Salvatore, 5 anni. Riccardo, 3 anni.                                                  | Adriana Cantisani | Biancavilla           | |
| 9  | Famiglia Campaniello       | Armando, 39 anni. Ristoratore. Angela, 38 anni. Impiegata part-time.                                                                | Raffaella e Giovanna, 8 anni. Beatrice, 4 anni.                                                        | Lucia Rizzi       | Trezzano sul Naviglio | Raffaella e Giovanna sono gemelle. |
| 10 | Famiglia Boschi            | Cristian, 37 anni. Capocantiere. Cristina, 36 anni. Commerciante.                                                                   | Morgan, 11 anni. Siria, 7 anni.                                                                        | Lucia Rizzi       | Colico                | |
| 11 | Famiglia Caschetto-Inserra | Christian, 39 anni. Impiegato. Katia, 39 anni. Casalinga.                                                                           | Leonardo, 3 anni. Ludovico, 20 mesi.                                                                   | May Okoye         | Siracusa              | |
| 12 | Famiglia Oliveri           | Simone, 34 anni. Benzinaio. Erika, 33 anni. Segretaria.                                                                             | Mattia, 4 anni. Federico e Manuel, quasi 1 anno.                                                       | Lucia Rizzi       | Sasso Marconi         | Federico e Manuel sono gemelli. |
| 13 | Famiglia Pugelli           | Gianluca, 37 anni. Autista. Francesca, 35 anni. Operatrice presso un call-center.                                                   | Alessio, 6 anni. Lorenzo, 4 anni. Chiara e Christian, 2 anni.                                          | Lucia Rizzi       | Bruino                | Chiara e Christian sono gemelli. |
| 14 | Famiglia Pierantoni        | Adelmo, 31 anni. Istruttore di guida. Sara, 30 anni. Maestra d'asilo.                                                               | Tommaso, Filippo, Carlotta, Camilla e Giorgia, 4 anni.                                                 | Adriana Cantisani | Porto San Giorgio     | I 5 bambini sono gemelli. |

## Ottava stagione
Di seguito l'elenco degli 11 episodi dell'ultima stagione di SOS Tata, in onda dal 30 novembre 2012. Le tate sono Lucia Rizzi e Adriana Cantisani, a cui è affiancato il "tato" Martino Campagnoli, primo ed unico educatore di genere maschile del programma.
| n° | Famiglia             | Genitori                                                                                           | Figli                                                           | Tata/o             | Comune               | Note                                                 |
| -- | -------------------- | -------------------------------------------------------------------------------------------------- | --------------------------------------------------------------- | ------------------ | -------------------- | ---------------------------------------------------- |
| 1  | Famiglia Del Giudice | Maurizio, 43 anni. Operaio. Sabrina , 40 anni. Geometra e libera professionista.                   | Misha, 8 anni. Nicolas, 3 anni.                                 | Lucia Rizzi        | Monteverdi Marittimo | Nicolas e Misha sono stati adottati dalla coppia.    |
| 2  | Famiglia Nadiri      | Mohamed, 44 anni. Macellaio. Moira, 41 anni. Casalinga.                                            | Yasmine, 12 anni. Omar, 11 anni. Jacopo, 7 anni.                | Adriana Cantisani  | Marcheno             |                                                      |
| 3  | Famiglia Sordoni     | Daniele, 33 anni. Artigiano. Monia, 33 anni. Insegnante di ginnastica artistica.                   | Nicolò, 7 anni. Alessandro, 4 anni. Mattia, 2 anni.             | Lucia Rizzi        | Fano                 |                                                      |
| 4  | Famiglia Sorrenti    | Ivan, 35 anni. Imprenditore nel settore del fotovoltaico Barbara, 41 anni. Lavora col marito.      | Iris, 5 anni. Ethan, 3 anni. Aron, 2 anno.                      | Martino Campagnoli | Parabiago            |                                                      |
| 5  | Famiglia Carta       | Dario, 42 anni. Agente di commercio Milena, 40 anni. Casalinga.                                    | Sonia, 11 anni. Andrea, 4 anni.                                 | Adriana Cantisani  | Mola di Bari         |                                                      |
| 6  | Famiglia Virgili     | Alessandro, 38 anni. Addetto in un banco gastronomia di un supermarket. Serena, 36 anni. Cassiera. | Gaia, 8 anni. Chiara, 6 anni. Diego, 3 anni.                    | Lucia Rizzi        | Roma                 |                                                      |
| 7  | Famiglia Atanasio    | Placido, 27 anni. Allevatore di pecore. Antonella, 22 anni. Casalinga.                             | Angelo, 9 anni. Giuseppe, 6 anni.                               | Adriana Cantisani  | Biancavilla          |                                                      |
| 8  | Famiglia Vulpio      | Saverio, 43 anni. Ottico. Teresa, 45 anni. Casalinga.                                              | Stefano, 12 anni. Erica, 11 anni. Thomas, 4 anni.               | Lucia Rizzi        | Canosa di Puglia     |                                                      |
| 9  | Famiglia Evangelista | Marco, 34 anni. Imprenditore. Novella, 33 anni. Casalinga, ex impiegata.                           | Sofia, 6 anni. Matteo, 3 anni. Giulia e Gabriele, quasi 2 anni. | Martino Campagnoli | Città Sant'Angelo    | Giulia e Gabriele sono gemelli                       |
| 10 | Famiglia Frigè       | Angelo, 45 anni. Operatore ecologico. Mery, 39 anni. Casalinga.                                    | Dennis, 12 anni. Mattia, 10 anni.                               | Lucia Rizzi        | Cesano Maderno       |                                                      |
| 11 | Famiglia Ricci       | Massimo, 43 anni. Magazziniere Monia, 42 anni. Impiegata                                           | Sofia, 12 anni. Sara, 10 anni. Elena, 3 anni                    | Lucia Rizzi        | Forlì                | La famiglia era presente anche nella prima stagione. |